# Melanagromyza spilanthis
Melanagromyza spilanthis är en tvåvingeart som beskrevs av Spencer 1984. Melanagromyza spilanthis ingår i släktet Melanagromyza och familjen minerarflugor.
Artens utbredningsområde är Colombia. Inga underarter finns listade i Catalogue of Life.